# Мосин, Максим Николаевич
Максим Николаевич Мосин (род. 16 февраля 1982, Ленинград) — российский футболист, полузащитник, игрок в пляжный футбол. Тренер.
Воспитанник СДЮШОР «Смена» Санкт-Петербург. В 2000 году был на предсезонных сборах  «Зенита», рассматривался в качестве игрока основного состава, но получил серьёзную травму, от которой долго восстанавливался. В 1999—2003 годах играл за фарм-клуб «Зенита» во втором дивизионе. В 2004 году в первом дивизионе выступал за «Металлург» Липецк, в 2005 во втором дивизионе — за «Динамо» Вологда. В 2006—2007 годах в первенстве ЛФЛ играл за «Север» Мурманск и в чемпионате Санкт-Петербурга за «Колпино-Инкон». Во втором дивизионе выступал за «Динамо» СПб (2008) и «Север» (2009). В чемпионате Санкт-Петербурга — за «Инкон» (2010—2011) и «Коломяги-47».
В чемпионате России по пляжному футболу 2006 года в составе клуба «Кальматрон» в октябре сыграл три матча, забил три гола. В 2010 году за «Динамо» Москва в Кубке России по пляжному футболу в пяти матчах забил два гола.
С 2010 года — тренер в академии ФК «Зенит», самый известный воспитанник — Кирилл Кравцов.